# Traíd
Traíd község Spanyolországban, Guadalajara tartományban. Traíd Piqueras, Alcoroches, Checa, Chequilla, Megina, Pinilla de Molina, Terzaga, Torrecuadrada de Molina és Anquela del Pedregal községekkel határos. Lakosainak száma 19 fő (2024).

## Népesség
A település népessége az utóbbi években az alábbiak szerint változott:
| Lakosok száma | 60   | 62   | 55   | 44   | 35   | 33   | 27   | 23   | 27   | 19   |
|               | 2001 | 2004 | 2006 | 2009 | 2011 | 2014 | 2016 | 2019 | 2021 | 2024 |